# Val Terbi
Val Terbi − miejscowość i gmina w Szwajcarii, w kantonie Jura, w okręgu Delémont. Powstała 1 stycznia 2013 w wyniku połączenia gmin Montsevelier, Vermes i Vicques. 1 stycznia 2018 do gminy przyłączono gminę Corban.

## Demografia
W Val Terbi mieszka 3285 osób. W 2020 roku 7,2% populacji gminy stanowiły osoby urodzone poza Szwajcarią. 

## Współpraca
Miejscowość partnerska:
- Riehen, Bazylea-Miasto